# Université catholique de Madagascar
L'Université Catholique de Madagascar (UCM) est un établissement d'enseignement supérieur à Antananarivo la capitale de Madagascar.

## Historique
L'Institut Catholique de Madagascar (ICM) a été fondée au lendemain de l'indépendance de Madagascar en 1960 par les Pères Jésuites. Elle est alors une université catholique proposant des formations dans un large éventail de disciplines, notamment les sciences, les sciences humaines et sociales, la médecine et l'ingénierie.

### Les débuts (1962-1999)
L'ICM a été créé en 1960 en tant qu'institut au sein du Grand Séminaire d'Antananarivo.
Les premières années de l'ICM ont été consacrées au développement des programmes de formation initiale, notamment en philosophie, en théologie et en sciences sociales. En 1974, l'ICM a ouvert une faculté de médecine, qui est devenue la première faculté de médecine privée à Madagascar.

### Le développement (depuis 2000)
Au cours des années 2000, l'UCM a connu un développement important. L'université a ouvert de nouveaux programmes de formation, notamment en droit, en économie et en gestion. Elle a également développé ses activités de recherche et de coopération internationale.
Il a obtenu l'accréditation du gouvernement malgache en 2000, et en 2010 a pris son nom actuel. L'université est aujourd'hui l'une des principales institutions d'enseignement supérieur privées à Madagascar.
Les chiffres
En 2023, l'UCM compte environ 2 300 étudiants, 300 professeurs et 50 membres du personnel administratif. L'université est située au cœur de la capitale Antananarivo.

## Missions
L'UCM a pour missions de :
- Transmettre aux étudiants à la fois savoirs et valeurs ;
- Innover pour une pédagogie, une recherche et une gouvernance d'excellence ;
- S'engager pour humaniser et, à travers chacun de ses projets, être au service de l'Eglise et de la société.

### Perspectives
L'UCM prévoit de poursuivre son développement au cours des prochaines années. L'université envisage d'ouvrir de nouveaux programmes de formation, notamment en sciences et technologies, et de développer ses activités de recherche et de coopération internationale.

## Campus
Le campus de l'Université catholique de Madagascar est situé dans le quartier d'Ambatoroka, dans le 2e arrondissement d'Antananarivo,.
Le bâtiment principal du campus est un bâtiment historique construit dans les années 1920,.
Le campus compte aussi un amphithéâtre pouvant accueillir 300 personnes, une grande bibliothèque et une chapelle,.
Depuis 2017, l'établissement comprend le Campus Sésame destiné aux étudiants précaires.

## Enseignements

### Facultés
| Unité                                            | Fondation |
| ------------------------------------------------ | --------- |
| Département de Philosophie                       | 1960      |
| Département de Théologie                         | 1960      |
| Faculté de Sciences sociales                     | 1998      |
| École doctorale                                  | 2015      |
| Département de Psychologie                       | 2016      |
| Institut Supérieur d’Anthropologie et d’écologie | 2018      |
| Source:,                                         |           |

.

## Organisation
L'Université catholique de Madagascar fait partie de l'archidiocèse d'Antananarivo et est administrée par la Conférence épiscopale de Madagascar.
L'université est dirigée par un recteur, un conseil d'administration et un conseil académique.[5] Sous le recteur se trouvent un vice-recteur, un recteur adjoint et un secrétaire général.
Le recteur actuel est le révérend Marc Ravelonantoandro.
L'archevêque d'Antananarivo, Odon Razanakolona, porte le titre de grand chancelier.
L'université est membre de l'Agence universitaire de la Francophonie, du Forum de l'enseignement catholique dans l'océan Indien et de la Fédération internationale des universités catholiques.

### Recteurs
Les recteurs de l'université :
- Rev. Germain Rajoelison (circa 2007)[8]
- Révérend Odilon Tiankavana (circa 2007 – 2013)
- Révérend Marc Ravelonantoandro (2013–2022)
- Révérend Lambert Rakotoarisoa (2022–)

## Personnalités liées à cette université

### Professeurs
- Abdon Rafidison, recteur du Grand Séminaire d'Antananarivo[9]

### Élèves
- Samoela Jaona Ranarivelo, Évêque anglican d'Antananarivo